# SYBIR
SYBIR (System Bankowych Izb Rozliczeniowych) – dawny polski analogowy system rozliczeń międzybankowych oparty na dokumentach papierowych działający w latach 1993–2004.

## Opis
Prace nad budową systemu rozpoczęły się w 1992 w Bydgoszczy i były prowadzone przez Narodowy Bank Polski. System został uruchomiony w 1993 przez Krajową Izbę Rozliczeniową (KIR). Zlecenia przelewów przyjmowane były w formie dokumentów papierowych w oddziałach banków i przekazywane do punktów sortujących. Stamtąd, poprzez centra dystrybucji, rozwożone były do banków docelowych w celu zaksięgowania środków. Rozwożeniem dokumentów zajmowała się Krajowa Izba Rozliczeniowa. Początkowo system opierał się na ośrodkach rozliczeniowych NBP, później zadania rozliczania przelewów przejmowała stopniowo KIR.
Rozliczenie przelewu zajmowało 22 godziny dla 99,9% poleceń przelewu, a czeku 3 dni robocze.
System został zamknięty w roku 2004. Obecnie rozliczenia międzybankowe odbywają się wyłącznie drogą elektroniczną (m.in. systemy Elixir, Express Elixir, Euro Elixir, BlueCash, BLIK).